# Pas de trêve avec les rois !
Pas de trêve avec les rois ! (titre original : No Truce With Kings) est une nouvelle de science-fiction de Poul Anderson.
Dans un futur indéterminé, les États-Unis, après une guerre nucléaire qui a dévasté la planète, sont revenus à la technologie du XIXe siècle. Un conflit dégénérant en guerre civile a lieu entre les tenants d'une centralisation de l'État et ceux prônant un régionalisme. L'un des deux camps est aidé sans le savoir par des extraterrestres.
Le titre de la nouvelle peut signifier : « Il faut se battre pour être libre ! ».

## Publications et distinctions

### Publications
La nouvelle a été publiée aux États-Unis en juin 1963 et est parue l'année suivante en France (traduction de Pierre Billon).
Elle a notamment été intégrée en 1984 dans le recueil Histoires de guerres futures (traduction de Pierre Billon).
Elle a été reprise en juin 2010 dans l'anthologie consacrée à Poul Anderson, Le Chant du barde : les meilleurs récits de Poul Anderson (éditions Le Bélial').

### Distinctions
- La nouvelle a reçu le prix Hugo de la meilleure nouvelle courte en 1964.
- Elle a aussi reçu le prix Prometheus en 2010, section « Temple de la renommée ».

## Résumé

### Présentation du cadre événementiel
Au XXIIe ou XXIIIe siècle, une guerre atomique a eu lieu. Les États-Unis sont désormais divisés en plusieurs zones semi-indépendantes ; l'économie comme la science sont revenus à l'état qui était en cours au XIXe siècle.
Dans la partie Ouest de l'Amérique, il y a les Pacific States of America, que l'on peut traduire par le terme États Pacifiques d'Amérique, avec une connotation sur le fait que ces États bordent l'océan Pacifique (l'ambiguïté étant sans doute voulue).
Mais en réalité, loin d'être pacifiques, ces États voient une lutte sourde opposer les partisans d'Humphrey Fallon, adepte d'un État puissant et centralisé, et ceux d'Owen Brodsky, tenant d'une démocratie rurale assise sur une forte décentralisation foncière et politique.
Le lecteur découvre par ailleurs que des extraterrestres ont décidé, suivant en cela un plan socio-historique qu'ils ont établi, que seule la faction Fallon devait diriger la côte Ouest du pays, car elle représente la centralisation, donc l'efficacité, tandis que les « brodskystes » feraient retourner le pays en arrière et entraîneraient la zone dans des luttes sociales et politiques stériles et incessantes.
Ces extraterrestres sont dirigés par le Psychodynamicien-en-chef (dont le lecteur ignorera le nom), aidé par son adjoint Mwyr. Le Chef explique à Mwyr pourquoi, pour le bien de l'humanité, ils vont aider les « fallonistes » et déclencher une guerre préventive. Pour cela, ils utiliseront leur bras armé, l'Ordre Esper.
En effet, plusieurs décennies auparavant, un Ordre mystique spécialisé en pouvoirs extrasensoriels psychiques a été créé à l'initiative des extraterrestres. Cet Ordre, composé d'adeptes humains qui se font appeler les Espers, va aider la faction falloniste à battre les brodskystes. Son centre est situé à San Francisco (où se trouve de même la base extraterrestre).

### Débuts de la guerre
L'histoire commence lorsqu'on apprend que le Sénat, à l'initiative des partisans de Fallon, a ordonné l'Impeachment de Brodsky et son remplacement par le vice-président Fallon.
Or les partisans de Brodsky tiennent ce dernier comme ayant seul la légitimité démocratique pour gouverner l'État. Ils décident donc de s'organiser et de s'opposer à ce qu'ils dénoncent comme un coup d'État.
Une guerre civile naît entre les fallonistes et les brodkystes, les militaires soutenant en nombre à peu près égal les deux chefs.
Le lecteur apprend alors qu'une jeune femme de 20 ans, Laura, a son père, le colonel Mackensie, qui est du côté brodskyste, tandis que son époux, Thomas Danielis, est du côté fallonien. La défaite d'un camp entraînera donc la fin sociale, et peut-être la mort, soit de son père, soit de son époux.
La guerre a donc lieu, avec son cortège de combats, de massacres, de morts inutiles, de souffrances subies par les militaires comme les civils.
Sans pouvoir faire une distinction entre « bons » et « méchants », le lecteur suit les aventures de Mackensie et de Danielis, chacun dans leur camp.

### La prise du sanctuaire Esper
Un jour, le régiment de Mackensie prend une ville ennemie. Or cette ville contenait un sanctuaire de l'Ordre Esper, et Mackensie découvre d'étranges instruments, qui manifestement n'ont pas été créés de la main de l'Homme. Mackensie n'ose imaginer qu'il s'agisse d'artefacts extraterrestres, mais se pose beaucoup de questions sur les membres de l'Ordre et la nature, comme l'origine, de leurs pouvoirs.
Sur ce, le Psychodynamicien-en-chef extraterrestre décide qu'il faut en finir avec cette guerre, d'autant plus que la découverte des artefacts par Mackensie risque de tourner à l'encontre des intérêts de l'Ordre Esper.
Un Philosophe de l'Ordre Esper (dirigé en sous-main par le Psychodynamicien-en-chef) propose donc au général en chef de l'armée falloniste un plan audacieux pour en finir : les fallonistes et les membres de l'Ordre Esper vont, bien qu'en nombre inférieur, attaquer le gros des forces brodskystes, puis simuler une débandade. Les ennemis vont logiquement les poursuivre pour les anéantir, et c'est là que les principaux membres de l'Ordre, jusqu'alors soigneusement cachés, vont soudainement utiliser en même temps leur terrible rayon mental psy. Le gros de l'armée brodskyste sera alors anéanti, et la guerre sera virtuellement terminée.
Le combat s'engage donc, puis la simulation de la débandade intervient. Les forces brodskystes poursuivent les fallonistes. Puis les Espers lancent leur rayon Psy, renversant le cours de la bataille. Le plan mis au point semble donc réussir.
Toutefois, la suite ne se déroule pas comme prévu par le Psychodynamicien-en-chef.
En effet, Mackensie parvient à tuer la plupart des Espers grâce à son artillerie de campagne mobile. La victoire change de camp : les fallonistes sont écrasés, et la plupart des Espers tués ou faits prisonniers.
Mackensie et ses hommes, ne trouvant guerre de résistance devant eux, poursuivent les combats dans une guerre-éclair qui les mène jusqu'à San Francisco. Conquérant la ville, ils prennent aussi possession du Centre extraterrestre, et font prisonnier le Psychodynamicien-en-chef et Mwir.
Ces derniers, effondrés, tentent d'expliquer les raisons qui les ont poussés à soutenir en sous-main les fallonistes : les humains ne savent pas être raisonnables ; ce ne sont, dans l'ordre de l'évolution, comparé à d'autres espèces rencontrées dans la galaxie, que des enfants ; ils ont besoin d'un tuteur, de quelqu'un de plus évolué qui les dirige, même contre leur gré.
Mackensie leur rétorque que les humains sont libres et doivent déterminer eux-mêmes leur chemin, quitte à explorer des impasses, quitte à se tromper.
Puis Mackensie va voir sa fille Laura, qui est effondrée : Thomas Danielis a été tué. Elle restera seule avec son chagrin, et devra seule élever son enfant en bas âge.